# Эльде (город)
Ольде (нем. Oelde) — город в Германии, в земле Северный Рейн-Вестфалия.
Подчинён административному округу Мюнстер. Входит в состав района Варендорф. Население составляет 29 276 человек (на 31 декабря 2010 года). Занимает площадь 102,63 км². Официальный код — 05 5 70 028.
Город подразделяется на 4 городских района.
Впервые город Ольде упоминался в 890 году в документах как «Ulithi im Dreingau».
В 1457 город был почти полностью уничтожен пожаром.
После восстановления в 1498 году в Ольде насчитывалось около 750 человек. В 1605 году в городе снова был пожар, разрушивший около 18 домов, амбары и ратушу.
В 1800 году в Ольде произошёл третий пожар, вследствие которого бы уничтожены 2/3 всех зданий города.
В 1847 в Ольде начинается строительство железнодорожной линии Минден-Кёльн. Вместе с тем началась и индустриализация города
В Ольде существовала еврейская община с середины 17-го столетия и до 1938 года. Бургомистр Ольде настоятельно просил в 1941 сделать Ольде «не-еврейским» и депортировать оставшихся евреев.
В 1970—1971 годах Летте и Зюнингхаус были объединены с Ольде; в 1975 году в состав Ольде вошёл Штромберг.
В 2001 году в городе Ольде была проведена земельная выставка садов, которая стала самой успешной земельной выставкой садов за всё время в Северном Рейне-Вестфалии, которую посетило более чем 2,2 млн человек. Основной темой выставки было «Волшебство цветов и детские мечты». Часть городского парка входила в территорию выставки, по её окончании эта часть парка называется «Парк четырёх сезонов».

## Фотографии

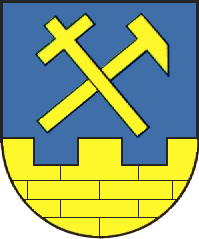
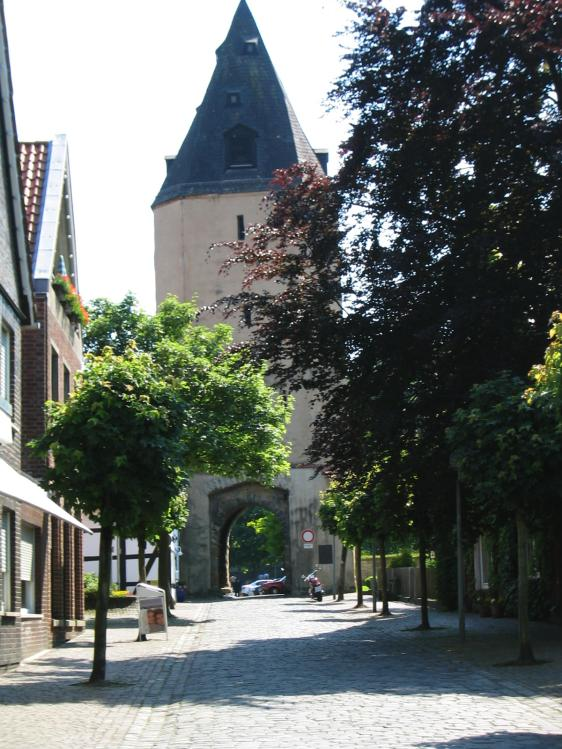
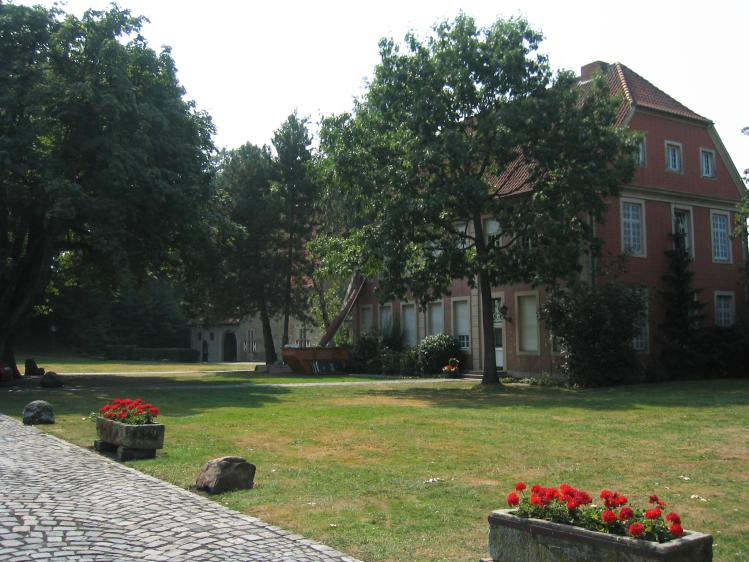
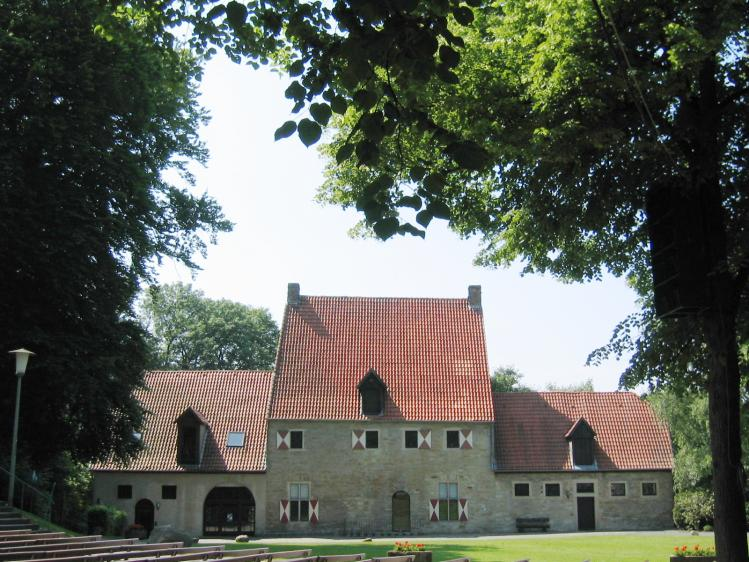
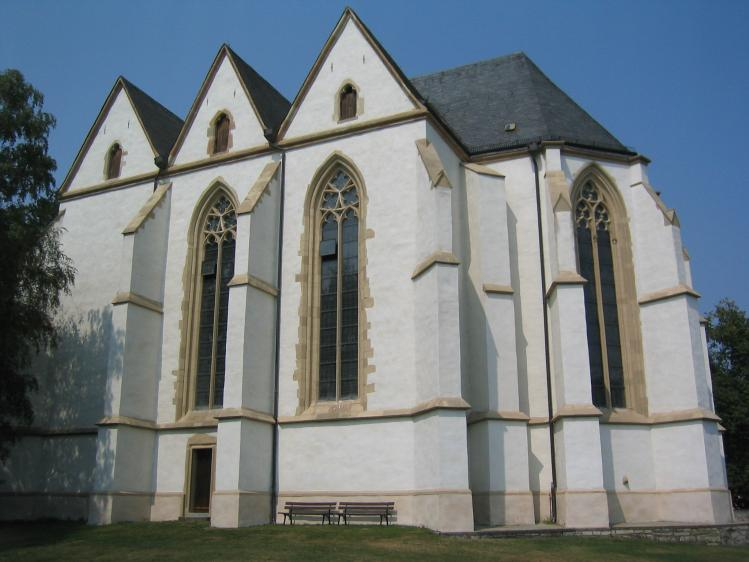